# Glypheoidea
Los glifeoideos (Glypheoidea) son una superfamilia de crustáceos decápodos del infraorden Astacidea similares a las langosta (crustáceo)s, que forma una importante parte de la fauna fósil, como la caliza de Solnhofen. Incluye géneros como Glyphea (del cual el grupo toma su nombre) y Mecochirus, la mayoría con quelípedos alargados y a veces semiquelados.
Los glifeoides fueron originalmente considerado un grupo fósil. Esa opinión cambió cuando un espécimen macho fue descubierto en la colección de la Smithsonian Institution en 1975. Había sido capturado en Filipinas en 1908 y conservado, sin que nadie se diera cuenta de su importancia. Unos 60 años después, el espécimen fue redescubrierto y descrito como una nueva especie, Neoglyphea inopinata que significa "nueva Glyphea sin garras". Más individuos fueron capturados en posteriores expediciones a finales de la década de 1970 y principios de la de 1980, permitiendo completar su descripción. Un segundo género y especie Laurentaeglyphea neocaledonica, fue descubierto en el Mar de Coral, cerca de Nueva Caledonia, en 2005 y descrito en 2006.
Este grupo de decápodos es un buen ejemplo de fósil viviente, o taxón lázaro, ya que el grupo estaba considerado como extinto desde el Eoceno, hasta que fue descubierto en 1970.

## Taxonomía
La superfamilia Glypheoidea incluye tres familias. Las dos especies actuales antes mencionadas están dentro de los Glypheidae; las otras dos familias solo tienen representantes fósiles:
- Familia Glypheidae
- Familia Mecochiridae †
- Familia Pemphicidae †

- Datos: Q141550
- Multimedia: Glypheoidea / Q141550
- Especies: Glypheoidea